# Takachiho, Miyazaki
Takachiho (japanska: 高千穂町?, Takachiho-chō) är en landskommun (köping) i Miyazaki prefektur på ön Kyūshū i södra Japan. Strax utanför centrala Takachiho ligger en klyfta som bildats i lavan från vulkanen Aso. Klyftan är cirka 80 meter djup, på vissa ställen upp till 100 meter djup.